# ساوتولت
ساوتولت (به انگلیسی: Southolt) یک روستا و محله مدنی در بریتانیا است که در Mid Suffolk واقع شده‌است. ساوتولت ۷۰ نفر جمعیت دارد.